# Мьянма
Мья́нма (бирм. မြန်မာ [mˈjəmà]), официальное название — Респу́блика Сою́з Мья́нма (бирм. ပြည်ထောင်စု သမ္မတ မြန်မာနိုင်ငံတော် [pjìˈdàʊɴzṵ θàɴˈməda̰ mˈjəmà nàɪɴŋàɴˈdɔ̀] Пьидаунзу Мьянма Найнгандо) — государство в Юго-Восточной Азии, расположенное в западной части полуострова Индокитай. Ранее (до 1989 года) страна была известна как Би́рма.
Столица — город Нейпьидо (Мандалайский административный округ), образованный на месте небольшого селения в непосредственной близости от города Пьинманы́.
Государственный язык — бирманский — один из сино-тибетских языков, записываемый при помощи бирманского письма.
История современной Мьянмы как независимого государства началась в 1948 году, когда она перестала быть колонией Великобритании. Сразу после получения независимости в 1948 году в стране началась непрекращающаяся гражданская война, то затухающая, то вновь разгорающаяся в разных формах и в разных регионах страны.
С 1962 по 2011 годы страной управляла военная хунта и она находилась наполовину в изоляции от остального мира. В начале 2000-х годов в Мьянме началась демократизация, в результате которой в 2015 году в стране прошли первые свободные выборы. Страну возглавила бывший оппозиционер, лауреат Нобелевской премии мира Аун Сан Су Чжи. В 2017 году возглавляемое ею правительство Мьянмы начало операции против этнического и религиозного меньшинства — представителей народа рохинджа, которые являются мусульманами. В результате около полумиллиона рохинджа были вынуждены бежать в соседнюю Республику Бангладеш (по мнению ООН, действия властей Мьянмы по отношению к рохинджа являются «классическим примером геноцида»). В 2021 году в стране произошёл военный переворот, вызвавший массовые протесты, которые, после их подавления, переросли в гражданскую войну.

## Этимология
Название страны — «Мьянма» (бирм. မြန်မာ) — означает «быстрый», «сильный» и перекликается со словом мья, имеющим значение «изумруд». Согласно данным Е. М. Поспелова, слово «Мьянма» означает «страна народа мьянь».
Бирманцами, составляющими большинство населения страны, используется самоназвание Бама́ (бирм. ဗမာ). До 1989 года государство официально именовалось Социалистической Республикой Бирма́нский Союз, а сокращённо — Би́рмой. Название «Бирма» имеет иностранное происхождение и внутри страны используется редко.
В октябре 2010 года Мьянма сменила название страны с «Союз Мьянма» на «Республика Союз Мьянма», были изменены также герб и флаг государства.

## География

Физическая карта Мьянмы

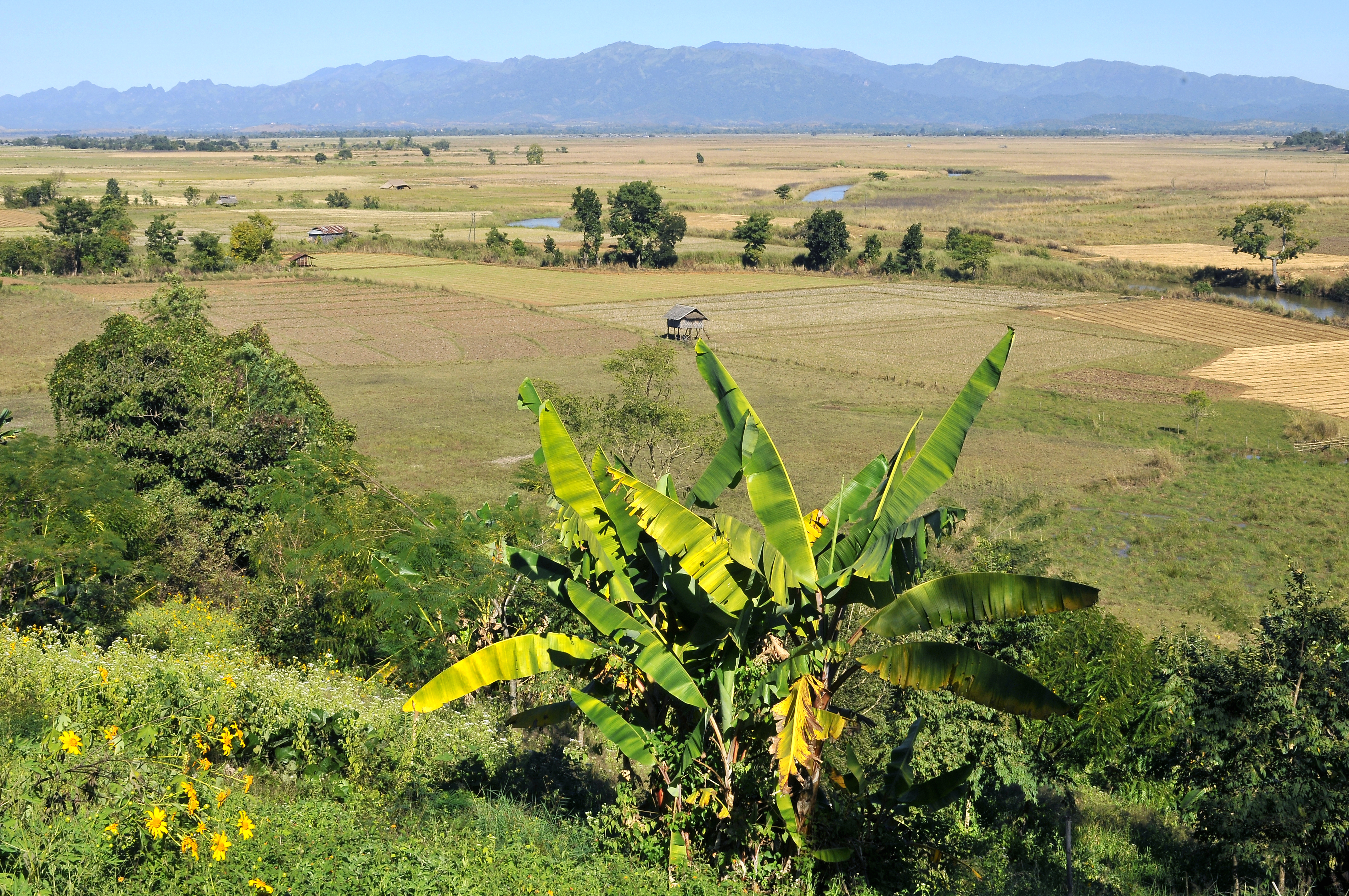
Равнины Мьянмы и Шанское нагорье вдалеке

### Географическое положение
Мьянма граничит с Индией (1463 км) и Бангладеш (193 км) на западе, с Китаем (2185 км) на северо-востоке, с Лаосом (235 км) на востоке, с Таиландом (1800 км) на юго-востоке. С юга и юго-запада её берега омываются водами Бенгальского залива и залива Моутама (Мартабан), а также Андаманского моря. Площадь страны, включая прилегающие острова, составляет 678 тыс. км², длина береговой линии — 1930 км.

### Климат
Преобладает в основном тропический и субэкваториальный климат. Выделяются три сезона:
- влажный — с конца мая по конец октября,
- прохладный — с конца октября по середину февраля,
- жаркий — с середины февраля по конец мая.

В январе среднемесячная температура составляет +24° С, в Янгоне, +21 °C в Мандалае, максимальная температура летом обычно составляет +41 °C. В горных районах гораздо прохладнее (в частности, на Шанском нагорье температуры ночью в зимний период могут иногда опускаться ниже нуля), в долинах температуры января не превышают +15° С.
Максимум осадков выпадает в июле. Количество осадков зависит от высоты и экспозиции склонов по отношению к влагонесущим муссонным ветрам, дующим с юго-запада. На побережье областей Ракхайн и Танинтайи за год выпадает в среднем 4600—5100 мм осадков, а на центральной равнине — всего 635 мм. В Ситуэ (Акьяб) среднее годовое количество осадков достигает 4950 мм, в Минбу, в дождевой тени хребта Ракхайн в Сухом поясе — лишь 740 мм, в Янгоне — 2510 мм.

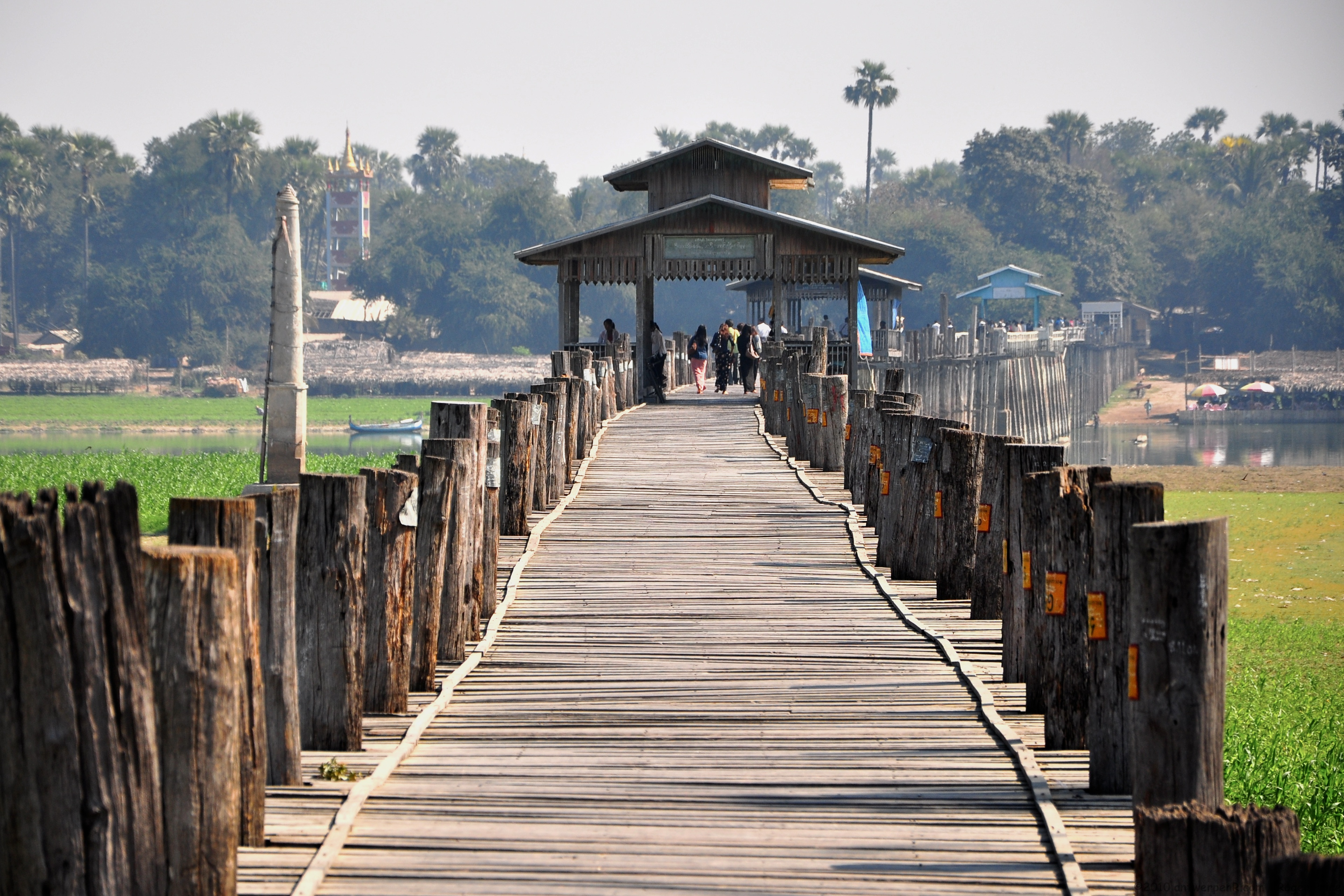
В Мьянме находится самый длинный и старый из тиковых мостов — мост Убэйн длиной 1,2 км, построенный около 1850 года

### Гидрология
Основные реки берут начало в горах и относятся к бассейну Индийского океана. Максимум речного стока приходится на сезон муссонных дождей, в этот период часто происходят наводнения, в остальное время многие реки мелеют и пересыхают. Прибрежные низменности заболочены, в результате чего морские приливы ощущаются порой на расстоянии 100 км и более от берега.
Крупнейшими реками Мьянмы являются Иравади, Меконг, Салуин, Ситаун и Чиндуин. Озёр немного, крупнейшее из них — озеро Инле на Шанском нагорье.

## История
Древнейшим населением страны считаются моны, которые находились в сфере влияния индо-буддийской цивилизации. Затем с территории нынешнего Китая на территорию Мьянмы мигрировали бирманцы. Таким образом, на территории Мьянмы образовались монские и бирманские королевства. В XIII веке они испытали монгольское нашествие. В XIX веке началась британская колонизация.
После Второй мировой войны (в годы которой Мьянма подверглась японской оккупации) страна получила независимость, оформленную договором с Великобританией в 1948 году. В 1962 году была создана Социалистическая республика Бирманский Союз, просуществовавшая до переворота 1988 года.
С 1997 по 2011 год Мьянма управлялась военным «Государственным советом мира и развития», правопреемником пришедшего к власти в 1988 году «Государственного совета по восстановлению законности и порядка». Главой Государственного совета являлся «старший генерал» Тан Шве. Именно это правительство осуществило смену официального названия страны с «Бирма» на «Мьянма» в 1989 году. 2 февраля 2021 года произошёл военный переворот.

## Государственное устройство
Органы государственного управления:
- Министерство образования
- Министерство иностранных дел
- Министерство торговли
- Министерство здравоохранения
- Министерство железнодорожного транспорта

### Административное деление
Мьянма является унитарным государством. Страна разделена на 7 административных областей (тайинг), 7 штатов (пуй-не) и 6 самоуправляемых зон.
| Штаты: - Качин - Кая - Мон - Ракхайн - Чин - Шан - Карен | Административные области: - Иравади - Магуэ - Мандалай - Пегу - Сикайн - Танинтайи - Янгон | Самоуправляемые зоны: - Ва - Дану - Кокан - Нага - Палаунг - Пао |

Области и штаты делятся на районы (мьонэ), которые состоят из городов (мьо) и сельских волостей (подрайонов), объединяющих городские кварталы (яквэ) и группы деревень (чейюа).

## Политика
Страна с 1962 года находилась под управлением военных. В апреле 2008 года Государственный совет огласил новую конституцию Мьянмы. Её основной принцип — «дисциплинированная, процветающая демократия». По этой конституции четверть депутатских мест в парламенте Мьянмы резервируется за военными. В 2021 году произошёл военный переворот, осуществлённый вооружёнными силами Мьянмы, и исполняющим обязанности президента назначен вице-президент Мьин Шве.

#### Вооружённые силы
Общеупотребительное название в стране — тамадо. Общая численность — 406 тыс. чел. (включая народную полицию и народную милицию). В запасе состоят 24,9 млн чел., в том числе годных к военной службе 13,2 млн.

## Население

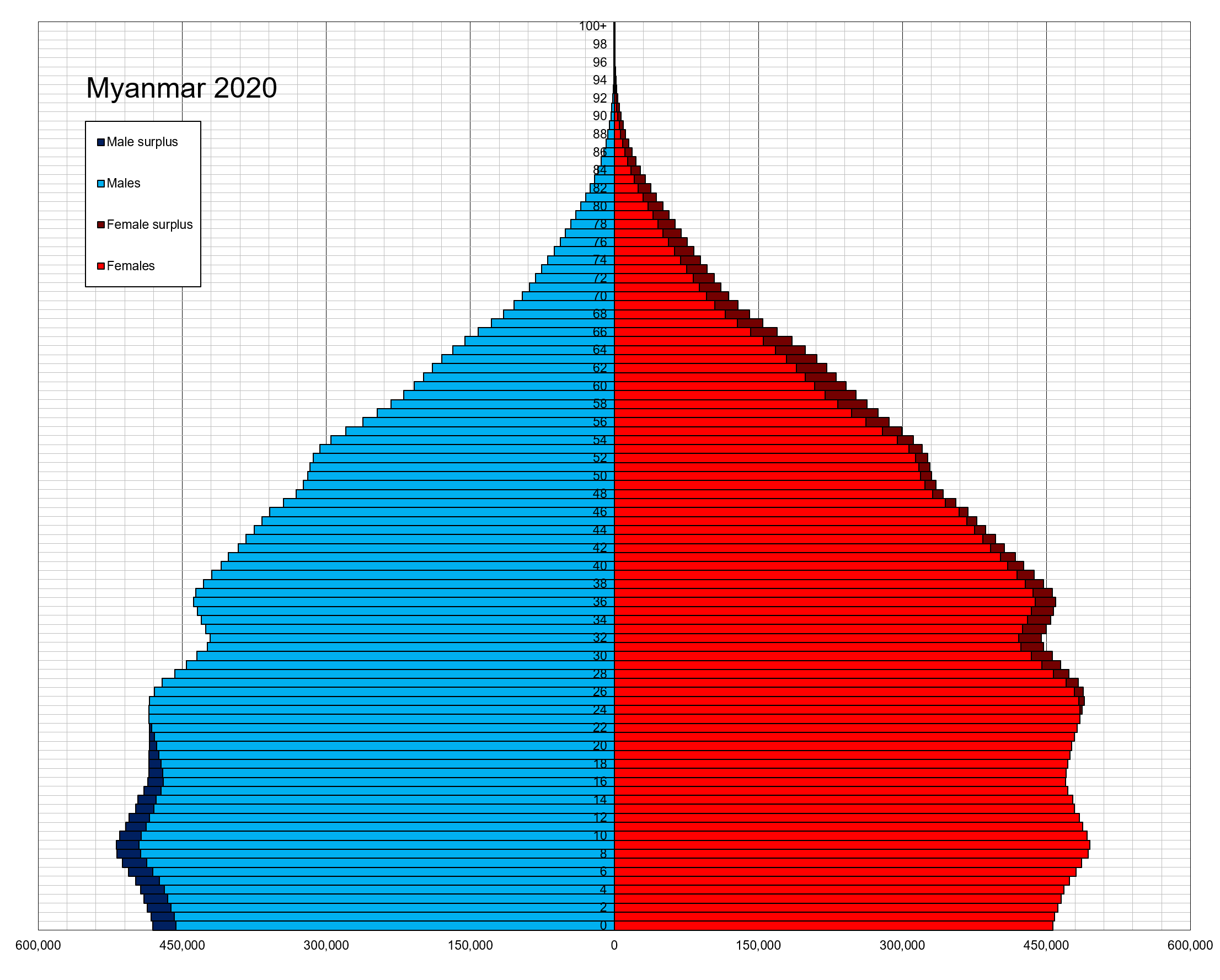
Возрастно-половая пирамида населения Мьянмы на 2020 год

Мьянма — полиэтническое государство, где насчитывается более ста народностей. Её государственным языком является бирманский, относящийся к сино-тибетской языковой семье и записываемый с помощью бирманского письма.
Население составляет примерно 60 млн чел. Все оценки являются грубыми, поскольку после полной переписи населения 1931 года прошла только одна частичная — в 1983 году; следующая полная перепись была проведена в 2014 году.
Фертильность на 2014 год — 2,18. Средний возраст населения — 27,9 лет.
Основные этносы: бирманцы — 68 %, шаны — 9 %, карены — 7 %, араканцы — 4 %, китайцы — 3 %, индийцы — 2 %, моны — 2 %, качины — 1,5 %, другие народности — 3,5 %.

### Религия

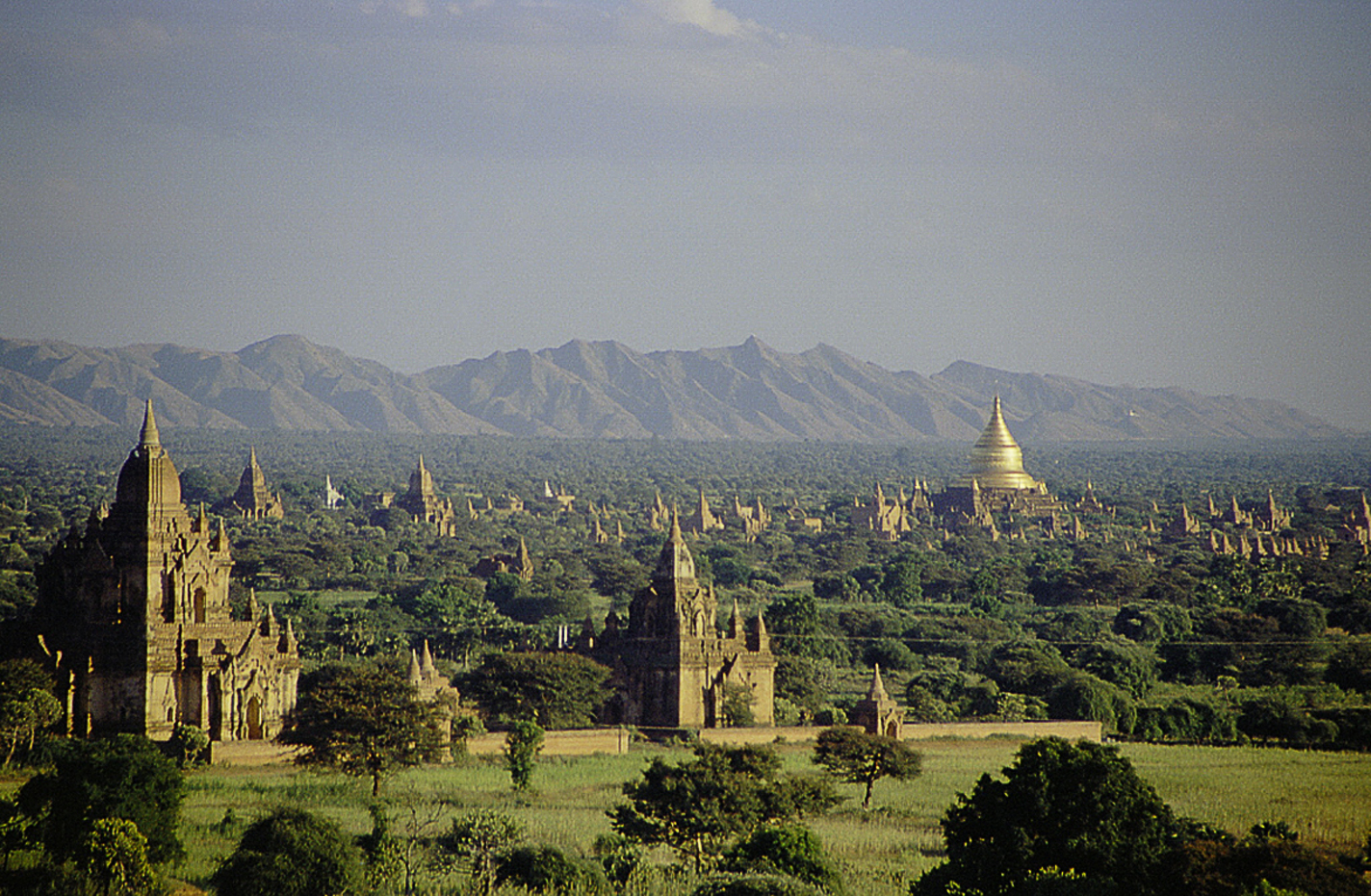
Храмы в Пагане

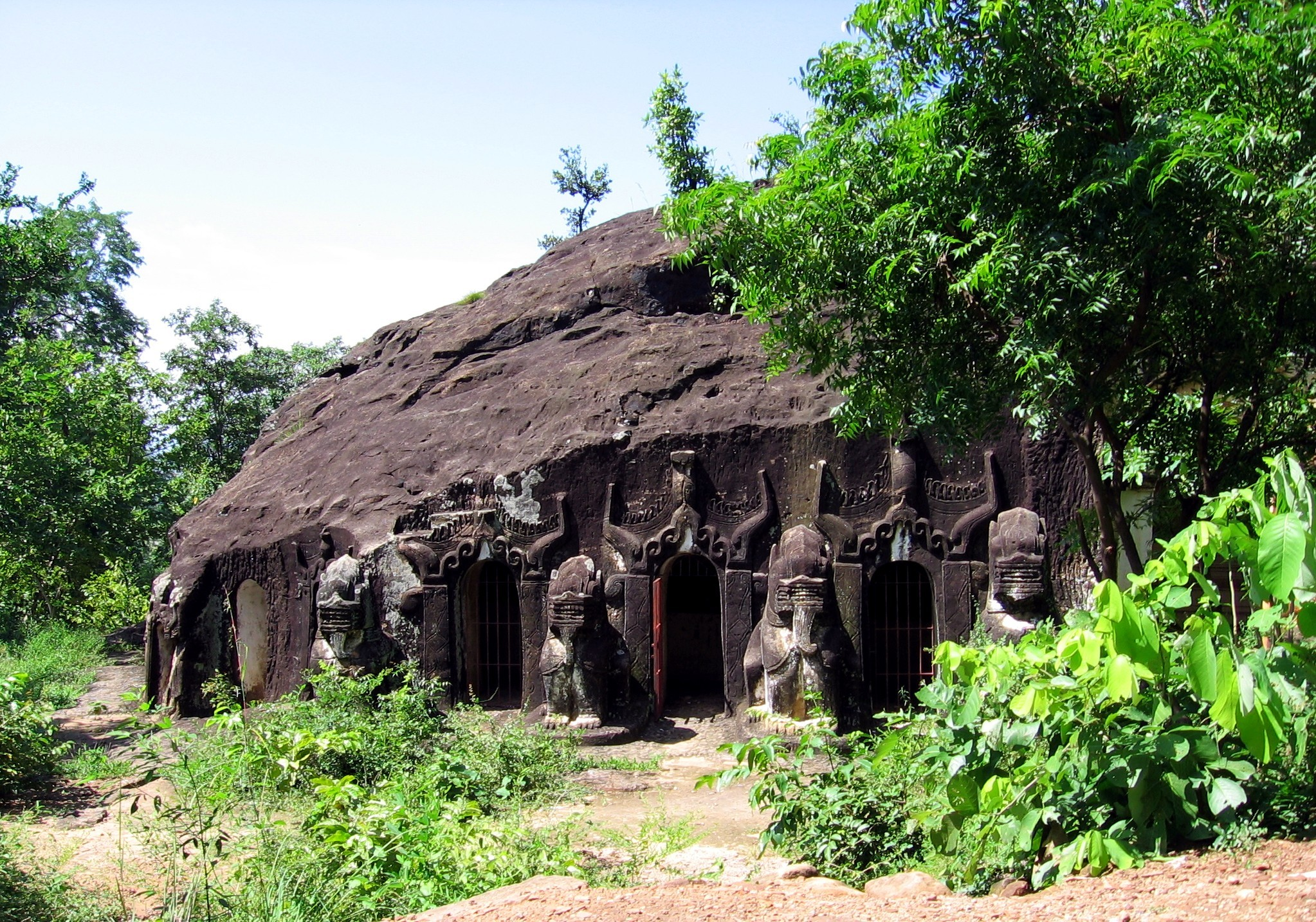
Буддистские пещеры в Мьянме

Подавляющее большинство (89 %) населения Мьянмы являются приверженцами буддизма (школа Тхеравада). Помимо буддизма, в стране также имеются христиане (4 %), мусульмане (4 %), анимисты (1 %), а также последователи других верований (2 %).

#### Межрелигиозные конфликты
- 4 июня 2012 начался конфликт между буддистами и мусульманами-рохинджа в штате Ракхайн на западе страны. В июне 2012 президент объявил в штате чрезвычайное положение[20]. Было сожжено около 4665 домов[21][22], началось бегство мусульман-рохинджа в Таиланд[23][24].

- 20 марта 2013 в городе Мейтхила начались антимусульманские погромы[25][26].
- В 2015 году под давлением правительства Мьянмы массовое выдворение мусульманского меньшинства (см. Кризис беженцев рохинджа (2015)).
- 9 октября 2016 года вспыхнули этнические чистки и религиозные гонения народа. Преимущественно против народа рохинджа (в основном мусульмане) (см. Геноцид рохинджа).

## Экономика
Природные ресурсы: нефть, золото, лес, олово, цинк, медь, вольфрам, свинец, уголь, мрамор, драгоценные камни, газ, гидроэнергия.
В Мьянме один из самых низких уровней безработицы в мире — менее 1 %
Сельское хозяйство (70 % работающих, 40 % ВВП) — рис, бобовые, арахис, сахарный тростник.
Кроме того, страна является вторым в мире производителем незаконного опиума (после Афганистана) и входит в так называемый «Золотой Треугольник». После того, как талибы захватили власть в Афганистане и ввели запрет на выращивание этого наркотика в 2022 году, Мьянма стала мировым лидером по производству опиумного мака. Площадь посевов опиума в Мьянме превысила 47 тысяч гектаров, это рекордный уровень с 2001 года. Площади выращивания опиума увеличились в штатах Шан, Чин и Качин, где урожайность выросла на 16 %, до 22,9 кг с гектара.
Промышленность (7 % работающих, 20 % ВВП) — обработка сельхозпродукции; лесообработка; добыча нефти, газа, меди, олова, вольфрама, железа; металлургия; производство одежды; добыча драгоценных и полудрагоценных камней.
Объём иностранных инвестиций в 2010—2011 годах оценивается в 20 млрд долл.
Экспорт (15 млрд долл. в 2017) — природный газ, текстильные товары, лесоматериалы, бобы, рыба и морепродукты, рис, резина, поделочные и драгоценные камни.
Основные покупатели — Китай (30 %), Таиланд (18 %), Япония (7,9 %), Индия (5,4 %), Германия (4,4 %), Южная Корея (3,3 %).
Импорт (21,2 млрд долл. в 2017) — нефтепродукты, удобрения, продукция машиностроения, транспортные средства, цемент, стройматериалы, продовольствие.
Основные поставщики импорта — Китай (39 %), Сингапур (13 %), Таиланд (9,6 %), Индия (5,4 %), Малайзия (4,7 %).
Официальной валютой Мьянмы является мьянманский кьят.
Несмотря на экономическое эмбарго, наложенное США, для покупки транспортных билетов, оплаты гостиниц и других услуг иностранными туристами широко используются доллары США. Обмен валюты осуществляется в банках, гостиницах и на чёрном рынке. При этом купюры в 100 $ имеют более высокий курс обмена, чем другие купюры, значение также имеет внешнее состояние и год выпуска купюры, а купюры серии CB как правило не принимаются из-за высокого количества подделок. Особо ценятся купюры 2009 года выпуска и позже. Также в 1990-е годы были выпущены туристические чеки FEC, эквивалентные доллару, которые в нынешнее время вышли из употребления, хотя иногда встречаются.
Протяжённость железных дорог страны составляет (начало 2010-х годов) около 5,2 тыс. км.
Мьянму обычно называют одной из трёх стран (наряду с Либерией и США), не принявшей Международную систему единиц (СИ) в качестве основной или единственной, поскольку она использует бирманскую систему мер. Тем не менее в 2010-х годах единицы СИ стали использоваться в стране довольно широко.

## Образование
Система образования в Бирме построена по британскому образцу по причине почти векового британского господства. Дети идут в школу в пять лет. Младшая школа продолжается с нулевого до четвёртого класса, после её окончания можно пройти годичные курсы рыболовства или ремесла. В случае продолжения обучения бирманцы с 5 по 9 класс посещают среднюю школу, по окончании которой можно перейти в сельскохозяйственное или техническое училище или пройти вечерние технологические курсы, окончив образование на этом. Если же учащиеся успешно завершают старшую школу (9—10 классы), то затем они имеют возможность получить высшее образование в следующих учебных заведениях:
- годичные учительские институты;
- научные колледжи и колледжи искусств (два года);
- государственные технические и сельскохозяйственные институты (три года);
- государственные военные вузы (четыре года);
- экономические вузы (четыре года);
- сельскохозяйственные, компьютерные, ветеринарные, технологические, стоматологические вузы (шесть лет);
- медицинские вузы (семь лет)[36].

Имеются частные высшие учебные заведения, в которых возможно получение степени бакалавра. В период военной диктатуры (1997—2011 годы) все высшие учебные заведения Мьянмы были закрыты, однако после прекращения военной диктатуры они открылись вновь.

## Праздники
- Азанине, «День мучеников» (бирм. အာဇာနည်နေ့), или Гаунзаунджимьячасхоудоне, «День павших лидеров» — государственный памятный день Мьянмы, отмечается по григорианскому календарю, как день гибели Аун Сана и его сподвижников 19 июля 1947 года.

## Интернет в Мьянме
Согласно докладу «Комитета защиты журналистов» опубликованном в 2009 году, в Мьянме распространение Интернета не превышает 1 процента, поэтому большинство граждан получают доступ к сети через интернет-кафе. Деятельность этих заведений жёстко регламентируется, там введена цензура, и власти пользуются возможностью просматривать электронную почту и фиксировать пользователей интернет-блогов. По меньшей мере два мьянманских блогера находятся в тюрьме. Один из них, известный под ником Zarganar, был приговорён к 59 годам заключения за распространение видеозаписи разрушений после циклона «Наргис» в 2008 году, однако был отпущен на свободу 12 октября 2011 года. Как напоминают авторы исследования, во время народных волнений в 2007 году интернет в Мьянме был отключён полностью.
На 2016 год, по данным «Международного союза электросвязи», доступ в интернет имели примерно 24,4 % населения, а домашние компьютеры — около 13,6 %